# Nubi (film)
Nubi è un film del 1933 diretto da Pino Mercanti.